# Hans von Hofsten
Hans Alarik von Hofsten, född 9 januari 1931 i Örebro Olaus Petri församling i Örebro län, död 19 juli 1992 i Danderyds församling i Stockholms län, var en svensk militär.

## Biografi
von Hofsten avlade studentexamen i Örebro 1952. Han avlade sjöofficersexamen vid Sjökrigsskolan 1955 och utnämndes samma år till fänrik i flottan samt befordrades till löjtnant 1957. Han genomgick torpedutbildning 1958–1959 och gick Stabskursen vid Militärhögskolan 1964–1966 samt befordrades till kapten 1965.
År 1970 befordrades von Hofsten till kommendörkapten av andra graden och var chef för Attachédetaljen vid Försvarsdepartementets kommandoexpedition 1970–1973. Han var fartygschef på en av de första torpedbåtarna av Spica-klass, på motortorpedbåten T 47, på jagaren Småland och på jagaren Halland. Han var också chef för 4. motortorpedbåtsdivisionen.
von Hofsten befordrades 1972 till kommendörkapten av första graden. Han var chef för Vapenregementsofficersskolan vid Berga örlogsskolor 1981–1984 och för Vapenofficersskolan vid Berga örlogsskolor 1984–1986. Åren 1986–1988 var han chef för Nautiska avdelningen vid Marinstaben och från 1989 tjänstgjorde han på Militärhistoriska avdelningen vid Militärhögskolan.
von Hofsten invaldes 1987 som ledamot av Kungliga Örlogsmannasällskapet och var redaktör för den av sällskapet utgivna Tidskrift i sjöväsendet 1990–1992.
Han var även verksam som militärpolitisk skriftställare och betecknas som en ”föregångare för en modern profil av officersyrket – att ifrågasätta och våga debattera även utanför den egna kretsen”. ”Hans starka känsla för vad rätt och riktigt är blev under senare år uppenbart för en vidare krets då han friskt, sakligt och kraftfullt med god penna gick in i den säkerhetspolitiska debatten.”
Hans von Hofsten var son till majoren Fritz von Hofsten och dennes hustru grevinnan Elsa Wachtmeister af Johannishus. Han var äldre bror till kommendören av första graden Gustaf von Hofsten. Han var gift med friherrinnan Anne-Marie (Anne) von Essen. Hans von Hofsten är sonsons son till brukspatron Sten Erland von Hofsten.

## Utmärkelser
- Riddare av första klassen av Svärdsorden, 6 juni 1973.[8]